# Irmandades da Fala
Les Irmandades da Fala (Germandats de la Llengua) va ser una organització nacionalista gallega activa entre 1916 i 1931. Amb les Irmandades el moviment galleguista assumeix per primera vegada el monolingüisme en gallec.

## Història
El 5 de gener de 1916 Antón Villar Ponte, influït per Aurelio Ribalta, comença des de les pàgines de La Voz de Galicia una campanya per a la creació d'una Liga de Amigos do Idioma Galego i al març publica el fullet Nacionalismo galego (Apuntes pra un libro). A nosa afirmación rexonal, en el qual torna al tema de la defensa, dignificació i cultiu de la llengua. La proposta és ben acollida per diferents sectors ideològics, encara que seran dues les tendències principals, la d'origen tradicionalista d'Antón Losada Diéguez i la liberal demòcrata. El 18 de maig de 1916 una reunió en els locals de la Real Academia Galega de La Corunya acorda la creació d'una Hirmandade dos Amigos da Fala i nombra Antón Villar Ponte com a primer conseller. A continuació es creen agrupacions locals a Santiago de Compostel·la, Monforte de Lemos, Pontevedra, Ourense i Vilalba.
El 14 de novembre de 1916 apareix el seu òrgan oficial, A Nosa Terra, íntegrament en gallec, que compta des del principi amb 2000 subscriptors. Al setembre de 1917 col·labora amb la Lliga Regionalista catalana per a presentar-se a les eleccions parlamentàries de febrer de 1918, però només aconsegueix competir en tres districtes i no aconsegueix guanyar-hi en cap. De la I Assemblea Nacionalista del 17 i 18 de novembre sortirà un Manifest Nacionalista que construirà la base comuna de tots els programes del nacionalisme gallec fins a la Guerra Civil espanyola: defineix Galícia com a nació, reclama l'autonomia integral de Galícia i la cooficialitat del gallec. La II Assemblea Nacionalista tindria lloc en 1919 a Santiago de Compostel·la, mentre que la III seria a Vigo en 1921. En la IV Assemblea de Monforte en 1922 les Irmandades trenquen, la germandat de La Corunya i algunes petites de la mateixa comarca seran les que mantinguin les fórmules originals, mentre que la resta constituïxen la Irmandade Nazonalista Galega dirigida per l'intel·lectual Vicente Risco. La germandat corunyesa dirigida per Alfredo Somoza i Ánxel Casal seguiren editant A Nosa Terra durant la dictadura de Miguel Primo de Rivera. Entre 1929 i 1930 es produí la reorganització de les Irmandades que culmina en la VI Assemblea Nacionalista a La Corunya en 1930. La VII Assemblea de Pontevedra al desembre de 1931 acorda la creació d'un partit polític que aglutini el galleguisme, que durà el nom de Partit Galleguista.

## Afiliació
A la fi de 1916, les 6 germandats locals compten amb 200 afiliats, i al novembre de 1918 són 13 germandats amb 700 afiliats, sent la més important la de La Corunya amb uns 350 afiliats. En 1919 romanien 500 i en 1924 el nombre va baixar a tan sols 200 afiliats. Després de la dictadura de Miguel Primo de Rivera es produïx el renéixer de les Irmandades que arriben a 16 agrupacions i 700 afiliats en 1929 i ja són 46 grups en 1931. La major part dels afiliats eren intel·lectuals i membres d'altres professions liberals.

## El programa polític i econòmic
En el congrés celebrat al novembre de 1918 en la ciutat de Lugo, les Irmandades marquen la seva programa polític amb els següents punts: 
1. Objectius prioritaris:
  1. Autonomia integral per a Galícia.
  2. Autonomia municipal.
  3. Ingrés de Galícia en la Societat de Nacions.
  4. Cerca d'unes bases per fer possible un federalisme amb Portugal.
2. Objectius per a Galícia: 
  1. El poder legislatiu s'encomanava a un parlament gallec escollit directament pel poble.
  2. El poder judicial estaria sempre desenvolupat per ciutadans gallecs.
  3. Règim tributari propi, sense intervenció del poder central.
  4. Cooficialitat del castellà i el gallec.
  5. Igualtat de drets de la dona.
  6. Supressió de les Diputacions Provincials.
  7. Legislació social en les competències que s'estimin no exclusives de l'Estat.
  8. Plena potestat docent.
  9. Administració (no construcció) dels ferrocarrils.
  10. Fixació del contingent de forces que s'estimin precises per a mantenir l'ordre en el país.
  11. Control de la política econòmica, bancs no exclosos.
  12. Substantivitat del dret foral gallec.
  13. Recuperació per part dels llogarets de les forests comunals.
  14. Sobirania estètica de Galícia (que es conservi en les construccions l'estil digne i propi de cada marc geogràfic).